# Pixinguinha

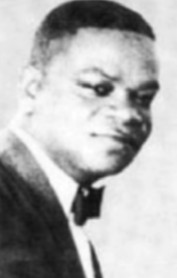
Pixinguinha, um 1935

Pixinguinha (* 23. April 1897 in Rio de Janeiro; † 17. Februar 1973 ebenda), eigentlich Alfredo da Rocha Vianna Filho, war ein brasilianischer Musiker, Sänger, Komponist und Dirigent. Er verankerte das Saxophon in der brasilianischen Popularmusik und schrieb etwa 600 Choros, von denen viele zu Klassikern wurden.

## Leben und Wirken

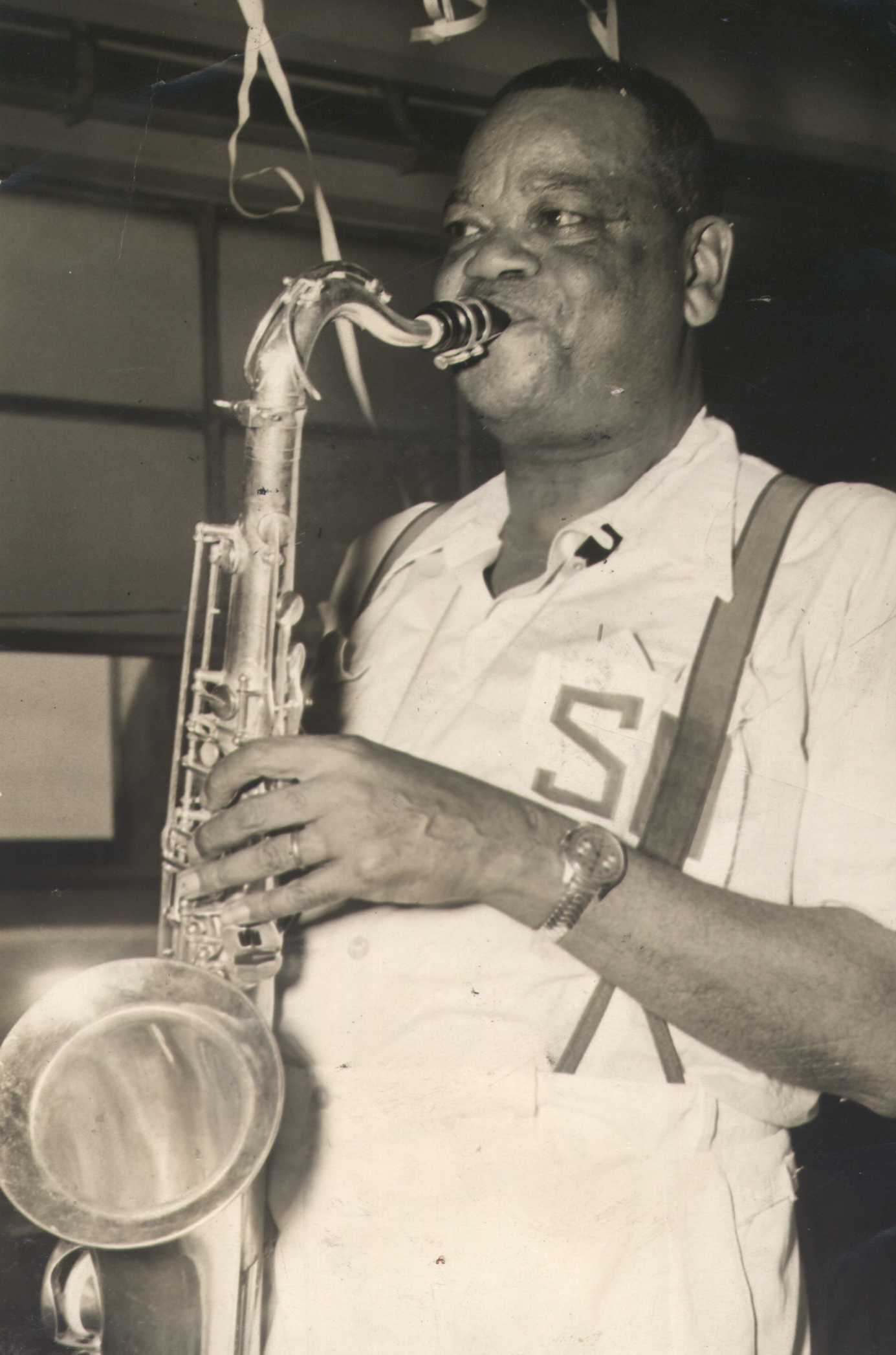
Pixinguinha, 1959

Pixinguinha stammt aus einer musikalischen Familie; sein Vater Alfredo da Rocha Viana war Flötist. Nach erstem Flötenunterricht durch seinen Vater erhielt er Unterricht durch Irineu de Almeida; seine ersten Kompositionen schrieb er mit 14 Jahren. Schon als 15-Jähriger tauchte er mit seiner Flöte überall auf, wo die Älteren Musik machten, so dass er als „Schelm“ (‚pinzinguim‘) gescholten wurde, woraus sich sein Spitzname ableite, oder von einem Schreibfehler für bexiguinha, von bexiga „Harnblase“. Wahrscheinlicher ist jedoch ein Kofferwort aus piche (pixe) „Pech“ und pinguinha (Tröpfchen, alkoholisches Getränk), also „Pechtröpfchen“. 1912 begann er professionell als Musiker in den Revuen, Kinos und Cabaretts zu arbeiten. Seit 1919 spielte er in dem Oktett Oito Batutas, mit dem er letztlich die traditionelle Choro-Besetzung von zwei Gitarren, Cavaquinho und Flöte um die Klangfarben von Saxophon, Trompete und anderen Blasinstrumente sowie Perkussionsinstrumente wie Reco-reco, Pandeiro und Ganzá erweiterte. Auch etablierte er den Kontrapunkt als Basis für den Choro und dessen Improvisationen.
1922 trat Pixinguinha mit den Os Batutas, die aus dem Ensemble entstanden, in Europa auf; um in größeren Sälen spielen zu können, wechselt er auf das Sopransaxophon. 1930 löste Pixinguinha das Orchester auf und konzentrierte sich im Wesentlichen auf die Karriere als Komponist, Arrangeur und Leiter des Studioorchesters Orquestra Victor Brasileira. Seine Kompositionen wurden durch Interpreten wie Francisco Alves und Mário Reis bekannt gemacht.
1939 wurde er Mitglied der Gruppe von Benedito Lacerda, wo er sich auf das Tenorsaxophon (und damit die zweite Stimme) konzentrierte. In den 1940er Jahren war er an Aufnahmen brasilianischer Musik beteiligt, die von Leopold Stokowski für die Columbia Records initiiert wurden. Trotz der Anerkennung durch Kollegen und Freunden konnte Pixinguinha in den letzten beiden Jahrzehnten nur noch selten auftreten, da der Choro kaum mehr beachtet wurde. 1963 schrieb er gemeinsam mit Vinícius de Moraes die Musik zu dem Spielfilm Sol sobre a Lama.

## Werkauswahl
| - A pombinha (mit Donga) - A vida é um buraco - Agüenta, seu Fulgêncio - Ai, eu queria (mit Vidraça) - Ainda existe - Amigo do povo - Assim é que é - Benguelê - Bianca (mit Andreoni) - Buquê de flores (mit W. Falcão) - Cafezal em flor (mit Eugênio Fonseca) - Carinhos - Carinhoso (mit João de Barro) - Carnavá tá aí (mit Josué de Barros) - Casado na orgia (mit João da Baiana) - Casamento do coronel Cristino - Céu do Brasil (mit Gomes Filho) - Chorei - Chorinho no parque São Jorge (mit Salgado Filho) - Cochichando (mit João de Barro und Alberto Ribeiro) - Conversa de crioulo (mit Donga und João de Baiana) - Dança dos ursos - Dando topada - Desprezado - Displicente - Dominante - Encantadora - Estou voltando - Eu sou gozado assim - Fala baixinho (mit Hermínio Bello de Carvalho) - Festa de branco (mit Baiano) - Foi muamba (mit Índio) - Fonte abandonada (mit Índio) - Fratenidade - Gavião calçudo - Glória - Guiomar (mit Baiano) - Há! hu! lá! ho! (mit Donga und João da Baiana) - Harmonia das flores (mit Herminio Bello de Carvalho) - Infantil - Iolanda - Isso é que é viver (mit Herminio Bello de Carvalho) - Isto não se faz (mit Herminio Bello de Carvalho) - Já andei (mit Donga und João da Baiana) - Já te digo (mit China) - Jardim de Ilara (mit C. M. Costal) - Knock-out - Lamento (mit Vinícius de Moraes) - Lamentos - Lá-ré - Leonor - Levante, meu nego - Lusitânia (mit F. G. D.) - Mais quinze dias - Mama, meu netinho (mit Jararaca) - Mamãe Isabé (mit João da Baiana) - Marreco quer água - Meu coração não te quer (mit E. Almeida) - Mi tristezas solo iloro - Mulata baiana (mit Gastão Viana) - Mulher boêmia - Mundo melhor (mit Vinícius de Moraes) | - Não gostei dos teus olhos (mit João da Baiana) - Não posso mais - Naquele tempo - Nasci pra domador (mit Valfrido Silva) - No elevador - Noite und dia (mit W. Falcão) - Nostalgia ao luar - Número um - O meu conselho - Os batutas (mit Duque) - Os cinco companheiros - Os home implica comigo (mit Carmen Miranda) - Onde foi Isabé - Oscarina - Paciente - Página de dor (mit Índio) - Papagaio sabido (mit C. Araújo) - Patrão, prenda seu gado (mit Donga und João da Baiana) - Pé de mulata - Poema de raça (mit Z. Reis und Benedito Lacerda) - Poética - Por vôce fiz o que pude (mit Beltrão) - Pretenciosa - Promessa - Que perigo - Que querê (mit Donga und João da Baiana) - Quem foi que disse - Raiado (mit Gastão Viana) - Rancho abandonado (mit Índio) - Recordando - Rosa (mit Otávio de Souza) - Rosa - Samba de fato (mit Baiano) - Samba de nego - Samba do urubu - Samba fúnebre (mit Vinícius de Moraes) - Samba na areia - Sapequinha - Saudade do cavaquinho (mit Muraro) - Seresteiro - Sofres porque queres - Solidão - Sonho da Índia (mit N. N. und Duque) - Stella (mit de Castro und Souza) - Teu aniversário - Teus ciúmes - Triangular - Tristezas não pagam dívidas - Um a zero - Um caso perdido - Uma festa de Nanã (mit Gastão Viana) - Urubu - Vamos brincar - Variações sobre o urubu und o gavião - Vem cá! não vou! - Vi o pombo gemê (mit Donga und João da Baiana) - Você é bamba (mit Baiano) - Você não deve beber (mit Manuel Ribeiro) - Vou pra casa - Vou vivendo (mit Benedito Lacerda) - Xou Kuringa (mit Donga und João da Baiana) - Yaô africano (mit Gastão Viana) - Zé Barbino (mit Jararaca) |